# Ararat (Vitória)
Ararat é uma cidade no sudoeste de Vitória, Austrália, a uns 205 km ao oeste de Melbourne. A cidade está situada entre montanhas e está rodeada por campos de pastoreio fértil. A sua população era de 11 752 habitantes ao ano 2009. As indústrias primárias da região são a lã, a carne e o vinho. A cidade conta com transporte de comboios, ónibus e também conta com um aeroporto. É conhecida como a cidade Orquídea, onde se podem degustar vinhos das vinhas locais.

## História
Em 1857, um grupo de mineiros chineses encontraram ouro o que marcou o começo do nascimento de Ararat. A conexão segue hoje através de uma relação de cidades fraternizas com Taishan, China.
No ano 1863 foram plantadas vinhas por colônos franceses.